# Primula hoffmanniana
Primula hoffmanniana är en viveväxtart som beskrevs av William Wright Smith.
Primula hoffmanniana ingår i släktet vivor och familjen viveväxter. Inga underarter finns listade i Catalogue of Life.